# Black Widow (película)
Black Widow (Viuda Negra en España) es una película de superhéroes estadounidense de 2021 basada en el personaje de Marvel Comics del mismo nombre. Producida por Marvel Studios y distribuida por Walt Disney Studios Motion Pictures, es la vigésimo cuarta película en el Universo cinematográfico de Marvel (MCU, por sus siglas en inglés). La película fue dirigida por Cate Shortland y escrita por Eric Pearson a partir de una historia de Jac Schaeffer y Ned Benson, y está protagonizada por Scarlett Johansson como Natasha Romanoff / Black Widow junto a Florence Pugh, David Harbour, O. T. Fagbenle, Olga Kurylenko, William Hurt, Ray Winstone y Rachel Weisz. Ambientada después de Capitán América: Civil War (2016), la película sigue a Romanoff huyendo de la justicia y obligada a enfrentarse a su pasado como espía rusa antes de convertirse en Vengadora.
Lionsgate Films comenzó a desarrollar una película de Black Widow en abril de 2004, con David Hayter adjunto para escribir y dirigir. El proyecto no avanzó y los derechos cinematográficos del personaje volvieron a Marvel Studios en junio de 2006. Johansson fue elegida para el papel en varias películas del UCM, comenzando con Iron Man 2 (2010), y comenzó a discutir una película en solitario con Marvel. El trabajo comenzó a fines de 2017 y Shortland fue contratada en julio de 2018. Jac Schaeffe y Ned Benson contribuyeron al guion antes de que se uniera Pearson. La película fue escrita para ser una precuela que expande la historia de Romanoff y ayuda a terminar su historia del MCU luego de la muerte del personaje en Avengers: Endgame (2019). Shortland puso énfasis en las secuencias de lucha y dijo que esta era la película del MCU más violenta hasta ese momento. El rodaje tuvo lugar de mayo a octubre de 2019 en Noruega, Inglaterra, Budapest, Marruecos y Macon, Georgia.
Black Widow se estrenó el 29 de junio de 2021 en varios eventos alrededor del mundo, y se estrenó en Estados Unidos el 9 de julio simultáneamente en cines y a través de Disney+ con Premier Access. Es la primera película en la Fase Cuatro del UCM, y se retrasó tres veces desde la fecha de estreno original de mayo de 2020 debido a la pandemia de COVID-19. Black Widow batió numerosos récords de taquilla en su estreno, y ha recaudado más de $379 millones en todo el mundo. La película recibió buenas críticas por parte de la crítica, con elogios particulares por las secuencias de acción y por las actuaciones de Johansson y Pugh. En julio de 2021, Johansson presentó una demanda contra Disney por el estreno simultáneo en cines y Disney+, que se resolvió dos meses después.

## Argumento
En 1995, los agentes secretos rusos, el supersoldado Alexei Shostakov y la Viuda Negra, Melina Vostokoff, trabajan como agentes encubiertos rusos, haciéndose pasar por una familia en Ohio con Natasha Romanoff y Yelena Belova como sus hijas. Roban información de S.H.I.E.L.D. y escapan a Cuba donde su jefe, el general, Dreykov, ha llevado a Romanoff y Belova a la Habitación Roja para entrenar como viudas. En las décadas siguientes, Shostakov es encarcelado en Rusia, mientras que Romanoff y Belova se convierten en asesinas peligrosas y exitosas. Romanoff finalmente deserta a S.H.I.E.L.D. después de ayudar a Clint Barton a bombardear la oficina de Dreykov en Budapest, que aparentemente mata a Dreykov y a su joven hija Antonia.
En 2016, Romanoff es una fugitiva por violar los Acuerdos de Sokovia. Escapa del Secretario de Estado de los Estados Unidos, Thaddeus Ross y huye a un casa de seguridad en Noruega suministrado por Rick Mason. Mientras tanto, Belova mata a una ex Viuda rebelde, pero entra en contacto con un gas sintético que neutraliza el agente químico de control mental de la Habitación Roja. Belova envía viales de antídoto a Romanoff, con la esperanza de que ella y los Vengadores puedan liberar a las otras viudas, y se esconde. Cuando Romanoff, sin saberlo, conduce con los viales en su auto, el agente de la Habitación Roja, Taskmaster la ataca. Romanoff escapa de Taskmaster y se da cuenta de que los viales provienen de Budapest. Allí encuentra a Belova, quien le revela que Dreykov está vivo y que la Habitación Roja todavía está activa. Las viudas y Taskmaster los atacan, pero Romanoff y Belova los evaden y se encuentran con Mason, quien les proporciona un helicóptero.
Romanoff y Belova sacan a Shostakov de la cárcel para conocer la ubicación de Dreykovy, y éste les dice que hablen con Vostokoff, que vive en una granja a las afueras de San Petersburgo. Allí ella desarrolla el proceso de control mental químico utilizado en las Viudas. Vostokoff alerta a Dreykov y sus agentes que llegan para llevárselos, pero Romanoff convence a Vostokoff para que los ayude y usan tecnología de máscaras faciales para cambiar de lugar. En la Habitación Roja, una instalación aérea secreta, Vostokoff libera a Shostakov y Belova de sus ataduras. Dreykov ve a través del disfraz de Romanoff. Él revela que Taskmaster es Antonia, quien sufrió daños en el atentado de Budapest que fue tan severo que Dreykov tuvo que poner tecnología en su cabeza para salvarla. Esto convirtió a Antonia en la soldado perfecta, capaz de imitar las acciones de cualquiera que vea. Romanoff no puede atacar a Dreykov debido a una feromonas instalada en cada Viuda, seccionando un nervio de su conducto nasal y cortando su nervio olfativo. Shostakov lucha contra Taskmaster mientras Vostokoff saca uno de los motores de la instalación y luego encierran a Taskmaster en una celda.
Dreykov escapa mientras otras Viudas atacan a Romanoff, pero Belova las expone al antídoto. Romanoff copia las ubicaciones de otras viudas en todo el mundo desde la computadora de Dreykov cuando la instalación comienza a explotar y caer. Ella recupera dos viales de antídoto sobrevivientes y libera a Taskmaster de la celda cerrada. Vostokoff y Shostakov escapan en un avión mientras Belova daña el avión de Dreykov y lo mata. En caída libre, Romanoff le da a Belova un paracaídas antes de luchar contra Taskmaster. Después de aterrizar, Romanoff usa un vial de antídoto en Taskmaster y le da el otro a Belova junto con las ubicaciones de las otras Viudas controladas mentalmente para que pueda encontrarlas y liberarlas. Belova, Vostokoff y Shostakov se despiden de Romanoff y se van con Antonia y las viudas liberadas. Dos semanas después, Mason le proporciona a Romanoff un Quinjet para que lo use para liberar a los Vengadores encarcelados.
En una escena poscréditos, ambientada tras la muerte de Romanoff, Valentina Allegra de Fontaine visita a Belova en la tumba de Romanoff. De Fontaine culpa a Barton de la muerte de Romanoff y lo asigna como el próximo objetivo de Belova.

## Reparto

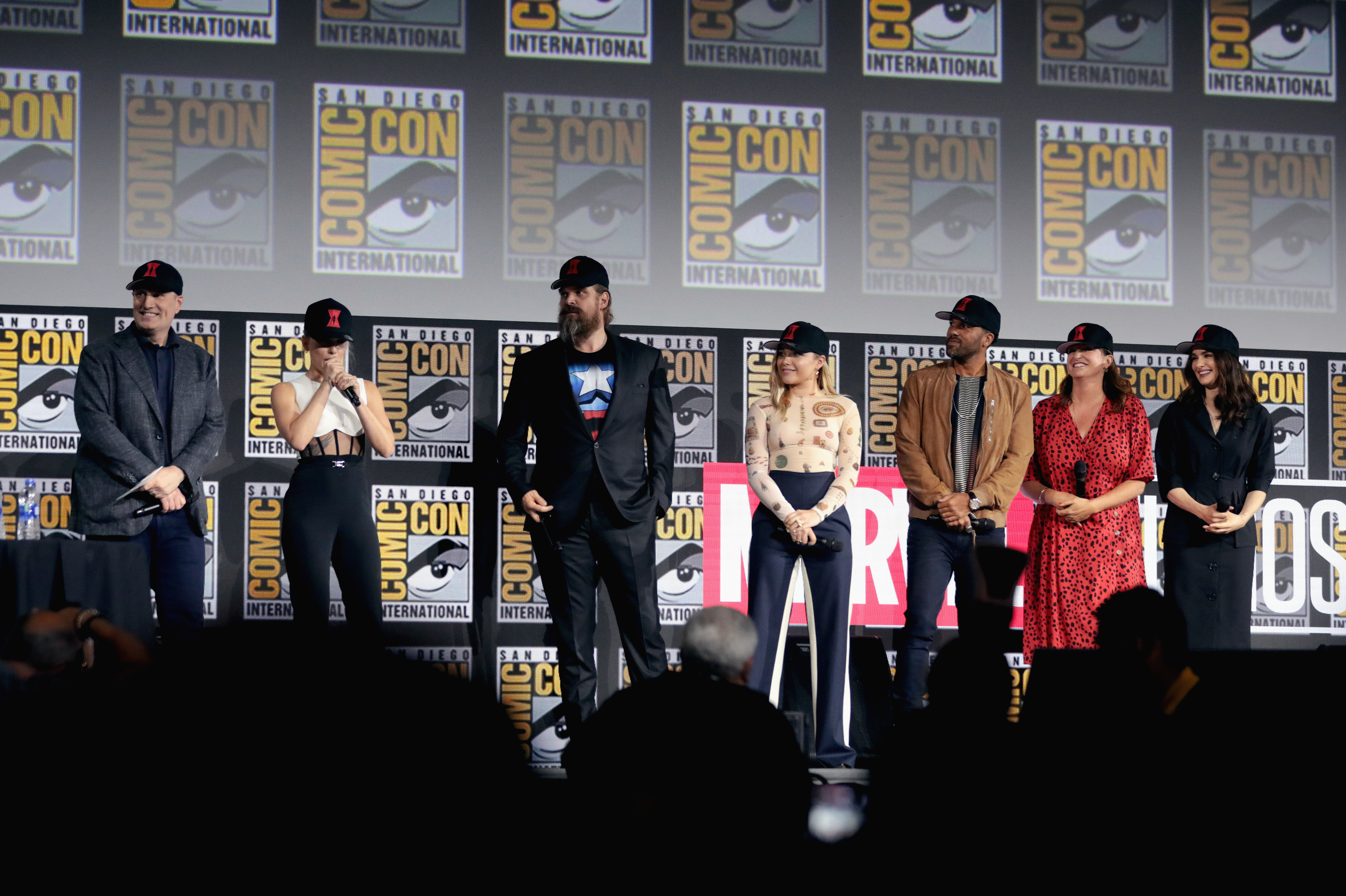
Feige, Shortland y el reparto principal de Black Widow en la Convención Internacional de Cómics de San Diego de 2019

- Scarlett Johansson como Natasha Romanoff / Black Widow / Viuda Negra:
Una vengadora, ex asesina altamente entrenada de la KGB y una exagente de S.H.I.E.L.D.[8][9] Romanoff está huyendo y sola tras los acontecimientos de Capitán América: Civil War,[10] que Johansson vio como una oportunidad para mostrar al personaje como "una mujer que ha llegado a lo suyo y está tomando decisiones independientes y activas por sí misma".[11] La directora Cate Shortland dijo que el ambiguo viaje psicológico de Romanoff era el centro de la historia,[12] y el escritor Eric Pearson dijo que la película mostraría a Romanoff convertida en la versión "más emocional, vulnerable y en paz" del personaje visto en Avengers: Infinity War (2018) y Avengers: Endgame (2019).[13] Debido a que el personaje muere en Endgame, Johansson dijo que Black Widow le permitió dejar el MCU "con una nota alta" y dijo que su trabajo de interpretar a Romanoff ahora estaba completo.[14] Ever Anderson interpreta a una joven Natasha Romanoff.[15][16] Anderson, que habla ruso,[17] sintió que su formación en taekwondo y gimnasia fue útil para el papel.[18]
- Florence Pugh como Yelena Belova:
Una hermana para Romanoff que fue entrenada en la Habitación Roja como Viuda Negra.[19][20][21] Johansson dijo que Belova fue una de las primeras inclusiones de la película,[10] que podía valerse por sí misma junto a Romanoff. Pugh dijo que había una diferencia generacional entre las dos, describiendo a Belova como "sin disculpas, segura de sí misma, curiosa... y emocionalmente valiente".[22] Pugh admiraba la franqueza y determinación de Belova,[23] y señaló que el personaje es una luchadora habilidosa que no sabe cómo vivir una vida normal.[24] Shortland dijo que Romanoff le entregará el relevo a Belova en la película,[25] y durante el rodaje, Pugh miró a Johansson en busca de orientación sobre cómo cumplir con las demandas de hacer películas de Marvel.[23] Johansson quería evitar una dinámica antagónica entre los dos personajes, en lugar de tener una relación similar a la de una hermana, pero contenciosa,[10] que Pugh caracterizó como "una historia de hermanas que realmente se enfoca en el duelo, el dolor, sobre el abuso, sobre ser una víctima y vivir siendo una víctima".[14] Violet McGraw interpreta a una joven Yelena Belova.[16][26]
- David Harbour como Alexei Shostakov / Red Guardian:
La contraparte rusa del súper soldado Capitán América y una figura paterna para Yelena y Natasha.[19][27][28] Harbour dijo que no es el hombre noble y heroico que [la gente] quiere que sea. Él, tanto cómicamente como trágicamente, tiene muchos defectos".[29] Shostakov afirma que luchó contra el Capitán América en la década de 1980, y Pearson sintió que el personaje realmente cree esto a pesar de que es imposible en la línea de tiempo del MCU.[30] Para la interpretación de Harbour, él y Shortland hablaron sobre la actuación de Ricky Gervais en The Office y de Philip Seymour Hoffman en La familia Savage (2007), "comedia que surge de una necesidad doméstica real".[31] Harbor ya se había dejado crecer el vello facial para la cuarta temporada de Stranger Things, y ganó peso para que el papel fuera 280 libras (127 kg). Luego perdió 60 libras (27 kg) durante el transcurso dela rodaje para representar una versión más joven del personaje en la secuencia de flashback de apertura de la película.[32]
- O. T. Fagbenle como Rick Mason: Un aliado S.H.I.E.L.D. del pasado de Romanoff, quien tiene una historia romántica con ella.[33][34] Fagbenle describió a Mason como "un buscador de personas que no están tan afiliadas a los ejércitos" y ha ayudado a Romanoff de esta manera.[35] Sobre por qué no se explora directamente un romance entre Mason y Romanoff en la película, Fagbenle dijo que la película era "más grande que eso" y que su relación era parte de la familia más grande de Romanoff.[36] Más allá del guion de Pearson, Fagbenle desarrolló la historia de fondo de Mason con Shortland y Johansson. Como la identidad de Taskmaster se mantuvo en secreto, muchas personas asumieron que Mason tomaría el relevo en secreto, lo que Fagbenle tuvo que negar incluso a su entrenador personal.[37] La escena final de la película, en la que Mason le proporciona a Romanoff un Quinjet, se agregó durante las nuevas tomas a principios de 2020 después de que a las audiencias de prueba les gustara ver a Romanoff y Mason juntos.[33]
- Olga Kurylenko como Antonia Dreykov / Taskmaster:
La hija de Dreykov que completa misiones para la Habitación Roja.[38] Ella tiene reflejos fotográficos que le permiten imitar los estilos de lucha de los oponentes,[24][39] y utiliza técnicas de superhéroes como Iron Man, el Capitán América, el Soldado de Invierno, Spider-Man,[40] y Pantera Negra.[41] Se requirieron varios cuerpos dobles para representar las diversas habilidades del personaje.[42] Kurylenko dijo que gran parte del dolor de Antonia es interno y describió su relación con Dreykov como abusiva ya que Dreykov la usa "como una herramienta [y] hace que ella haga lo que quiera quiere".[43] Se revela que Taskmaster es Antonia en la película en lugar de la contraparte del cómic Tony Masters ya que Masters no encajaba en la historia de la película y era más natural para Pearson vincular a Taskmaster con un "cabo suelto del pasado de Natasha".[44] Ryan Kiera Armstrong interpreta a una joven Antonia Dreykov. [45]
- William Hurt como Thaddeus "Thunderbolt" Ross:
Es el secretario de Estado de los Estados Unidos y exgeneral del Ejército de EE. UU..[46] Con respecto a la mentalidad de Ross en Black Widow luego del intento del personaje de controlar a los Vengadores en Civil War, Hurt dijo que había "la fatiga se estaba instalando" y que Ross era un "soldado en la última colina... la forma en que puede contraatacar contra el mundo cambiante sería capturando a Natasha Romanoff".[47]
- Ray Winstone como Dreykov:
Un general ruso y el jefe de la Habitación Roja.[31][48][49] Pearson sintió que la película necesitaba un villano que pudiera encajar en su marco de tiempo sin ser detectado para evitar contradecir los eventos de Infinity War. Describió a Dreykov como un cobarde que está "titiritero" desde las sombras y no le importa lastimar a los demás.[44][50]
- Rachel Weisz como Melina Vostokoff / Iron Maiden:
Una espía experimentada entrenada en la Habitación Roja como Viuda Negra y figura materna para Yelena y Natasha que ahora es uno de las principales científicas de la Habitación Roja.[24][51][52] En comparación con la contraparte de los cómics de Vostokoff, que se convierte en la supervillana Iron Maiden, Weisz sintió que la versión de la película era más ambigua y en capas, con una personalidad inexpresiva y sin sentido del humor que Weisz encontró divertido.[53] Weisz recibió un traje de Black Widow a medida para la película que ella llamó una prenda "icónica" que era "mucho para estar a la altura".[54] Weisz decidió interpretar a Vostokoff como más cariñosa con Shostakov, en lugar de desdeñosa.[55]

Además, Liani Samuel, Michelle Lee y Nanna Blondell aparecen como Lerato, Oksana e Ingrid, respectivamente, asesinas de la Habitación Roja, mientras que Jade Xu interpreta a otra Viuda Negra que luego fue identificada como Helen en Shang-Chi y la leyenda de los Diez Anillos (2021). Olivier Richters interpreta a Ursa Major, una compañera de prisión de Shostakov. En la escena poscréditos de la película, Julia Louis-Dreyfus repite su papel como Valentina Allegra de Fontaine de la serie Disney+, The Falcon and the Winter Soldier (2021) en un aparición especial sin acreditar. Jeremy Renner repite su papel del MCU como Clint Barton en un cameo de solo voz sin acreditar.

## Producción

### Antecedentes
En febrero de 2004, Lionsgate adquirió los derechos cinematográficos de Black Widow, y en abril de ese año anunció a David Hayter como escritor y director de la película, con Avi Arad como productor. En junio de 2006, Lionsgate había cancelado el proyecto y los derechos se habían revertido a Marvel Studios. Hayter y Marvel intentaron que otro financiero desarrollara el proyecto, pero Hayter no sintió que encontraran otro lugar "en que estuviera dispuesto a tomar la película, y el personaje, en serio". Hayter dijo que esto lo dejó con el corazón roto, y esperaba que la película se hiciera "algún día".
En enero de 2009, Marvel Studios entró en conversaciones iniciales con Emily Blunt para interpretar a Black Widow en Iron Man 2, pero no pudo tomar el papel debido a un compromiso previo de protagonizar Los viajes de Gulliver.  En marzo de 2009, Scarlett Johansson se firmó contrato para interpretar a Natasha Romanoff / Black Widow, con una oferta que incluía la opción de aparecer en múltiples películas. En septiembre de 2010, mientras promovía el estreno en los medios de comunicación domésticos de Iron Man 2, el presidente de Marvel Studios, Kevin Feige, declaró que ya se habían dado conversaciones con Johansson sobre una película independiente de Black Widow, pero finalmente Marvel se centró en The Avengers, de 2012. Johansson repitió su papel en esa película, y también en Captain America: The Winter Soldier (2014), Avengers: Age of Ultron (2015), Captain America: Civil War (2016), Avengers: Infinity War (2018), y Avengers: Endgame (2019). Después del estreno de Age of Ultron, Johansson reveló que la cantidad de películas en su contrato se había ajustado desde la primera vez que firmó para coincidir con la "demanda del personaje", ya que Marvel no había anticipado la respuesta positivia del público al personaje y su actuación.
Después de referenciar el pasado de Black Widow en Age of Ultron, Feige dijo en febrero de 2014 que le gustaría verlo más explorado en una película en solitario. El trabajo de desarrollo para esto ya había comenzado, incluido un tratamiento "bastante en profundidad" por Nicole Perlman, quien coescribió Guardians of the Galaxy (2014). El siguiente abril, Johansson expresó interés en protagonizar una película de Black Widow y dijo que sería impulsada por la demanda de la audiencia. En julio, Hayter expresó interés en revivir el proyecto para Marvel, mientras que el director Neil Marshall declaró un mes después que "le encantaría hacer una película de Black Widow". Marshall dijo que estaba fascinado por una superheroína con "habilidades extraordinarias" en lugar de superpoderes que también es un ex asesina del KGB. En abril de 2015, Johansson habló más sobre la posibilidad de una película en solitario de Black Widow, viendo el potencial para explorar las diferentes "capas" de ella representadas en las diferentes películas hasta el momento, pero también declarando que "en este momento creo que se usa bien este personaje en esta parte del universo". Mientras promovía Captain America: Civil War el siguiente abril, Feige señaló que debido al calendario de películas anunciado por Marvel para la Fase Tres del MCU, cualquier posible película de Black Widow estaría dentro de cuatro o cinco años. Aunque añadió que Marvel estaba "creativamente y emocionalmente" comprometido a hacer una película de Black Widow eventualmente.
Joss Whedon, el director de The Avengers y Avengers: Age of Ultron, dijo en julio de 2016 que estaba abierto a dirigir una película de Black Widow. Le gustó la idea de convertirlo en un thriller de espías paranoico que fuera un "John le Carré drogado". En octubre, Johansson habló sobre la posibilidad de que la película fuera una precuela y dijo: "Puedes llevarla de vuelta a Rusia. Podrías explorar el programa Viuda. Hay todo tipo de cosas que podrías hacer con ella". Ella advirtió que es posible que no quiera usar un "traje ceñido a la piel" por mucho más tiempo. El próximo febrero, Johansson dijo que se dedicaría a hacer que cualquier posible película de Black Widow sea "increíble. Tendría que ser la mejor versión que esa película podría ser. De lo contrario, nunca lo haría... [tendría] que ser su propia [película] independiente, su propio estilo y su propia historia". Debido al trabajo de desarrollo ya realizado y al apoyo público para el proyecto, Marvel Studios decidió seguir adelante con la película al comienzo de la Fase Cuatro del MCU en 2020 luego de la conclusión de la historia de «La saga Infinity» en Endgame. Johansson dijo que esta decisión se había convertido "más en una realidad" durante el rodaje de Infinity War. Tras la muerte de Romanoff en Endgame, Johansson sintió que no había "una urgencia apremiante" para hacer una película de Black Widow y que esto mejoraría la calidad del proyecto.

### Desarrollo
Feige se reunió con Johansson para discutir la dirección de una película de Black Widow en octubre de 2017. Marvel luego comenzó a reunirse con los escritores del proyecto, incluidos Jac Schaeffer y Jessica Gao. El pitch de Gao estuvo influenciado por Grosse Pointe Blank (1997), en la que Romanoff habría sido plantada en una escuela secundaria para asesinar a un objetivo y luego, 20 años después, asiste a una reunión de la escuela secundaria donde tiene que lidiar con las consecuencias de sus acciones anteriores. El ejecutivo Brad Winderbaum sintió que, en cambio, Gao estaba presentando una película de She-Hulk que presentaba a Black Widow. Más tarde, Gao sería contratada como guionista principal de la serie de televisión de Marvel Studios, She-Hulk: Attorney at Law (2022). Schaeffer se reunió con Feige en diciembre y fue contratada para escribir el guion a finales de 2017. Schaeffer y Johansson estaban juntas para discutir la dirección de la película a principios de febrero de 2018.
Marvel comenzó a reunirse con directoras para asumir potencialmente el proyecto, como parte de un impulso prioritario de los principales estudios de cine para contratar directoras para las franquicias. A finales de abril de 2018, el estudio se había reunido con más de 65 directoras para el proyecto en una búsqueda "extremadamente exhaustiva", incluidas Deniz Gamze Ergüven, Chloé Zhao—quien pasó a dirigir Eternals (2021)—Amma Asante, y Lynn Shelton. Lucrecia Martel también fue abordada, pero se desanimó cuando le dijeron que no tendría que "preocuparse" sobre las escenas de acción". También sintió que la música y los efectos visuales de las películas de Marvel eran "horribles". En los meses siguientes, se hizo una lista de 49 directores antes de que las principales opciones de Cate Shortland, Asante y Maggie Betts se reunieran con Feige y Johansson en junio. Mélanie Laurent y Kimberly Peirce también estaban en la "junta a la mezcla final". Johansson era fanática de la anterior película protagonizada por mujeres de Shortland, Lore (2012), y fue quien se acercó a ella para dirigir la película; Shortland fue contratada en julio, y vio todas las apariciones de Romanoff en el MCU en preparación para hacer la película.
The Hollywood Reporter informó en octubre de 2018 que Johansson ganaría $15 millones por la película, un aumento del "salario bajo de siete cifras" que ganó por protagonizar The Avengers. Chris Evans y Chris Hemsworth ganaron cada uno $15 millones por las terceras películas de sus franquicias del MCU: Civil War y Thor: Ragnarok (2017), respectivamente, así como por Infinity War y Endgame. A pesar de que The Hollywood Reporter afirmó que su informe había sido confirmado por "múltiples fuentes bien informadas", Marvel Studios cuestionó su exactitud y dijo que "nunca revelan públicamente los salarios o los términos del contrato". The Walt Disney Company dijo más tarde que Johansson había ganado $20 millones a finales de julio de 2021 por su trabajo en la película, incluido su papel como productora ejecutiva.
Debido a que Romanoff muere durante los eventos de Endgame, la película está ambientada antes en la línea de tiempo del MCU. Se desarrolla principalmente entre la trama principal de Civil War y la escena final de esa película, en la que los Vengadores escapan de la prisión. Johansson y Feige sintieron que este era "el mejor lugar para comenzar" porque es la primera vez que Romanoff está sola y no atada a una organización más grande como la Habitación Roja, S.H.I.E.L.D., o los Vengadores. Este escenario significa que la película no es una historia de origen para Romanoff, que Feige quería evitar porque sentía que era la dirección esperada para una precuela. Fue influenciado por la serie de televisión, Better Call Saul , que es una precuela de la serie Breaking Bad, calificándola como "un maravilloso ejemplo de una precuela que casi se sostiene por sí sola... porque te informa sobre tantas cosas que no sabías antes".

### Preproducción
En febrero de 2019, Ned Benson fue contratado para reescribir el guion, y Feige confirmó que, a pesar de los rumores, el estudio no quería que la película recibiera una clasificación R de la Motion Picture Association. El mes siguiente, Florence Pugh inició negociaciones para unirse el elenco como espía, luego se reveló que era Yelena Belova. Marvel había estado considerando a Pugh para el papel desde finales de 2018, pero comenzó a buscar otras actrices a principios de 2019, incluida a Saoirse Ronan, quien pasó del papel. El estudio regresó a Pugh después de recibir buenas críticas por su actuación en la película Fighting with My Family (2019). Devin Grayson y J. G. Jones, cocreadoras de Belova, esperaban recibir 25.000 dólares por su papel en la película basada en un acuerdo de 2007 con Marvel Comics, pero finalmente recibieron 5.000 dólares debido a una cláusula del contrato que permitía a Marvel reducir los pagos de los creadores; después de que Grayson hizo público esto, Marvel acordó pagarle la cantidad restante. En abril de 2019, se confirmó que Pugh fue elegida junto a David Harbour, Rachel Weisz, y O-T Fagbenle. Una primera versión del guion incluía una escena de Civil War con Romanoff y Tony Stark / Iron Man de Robert Downey Jr., y se informó que Downey aparecería en la película. Los fanáticos también esperaban que Jeremy Renner repitiera su papel del MCU como Clint Barton. Shortland y Feige finalmente decidieron no incluir a otros héroes para que Romanoff pudiera valerse por sí misma, aunque Renner tiene un cameo de voz sin acreditar.
Eric Pearson, quien comenzó su carrera como escritor en el programa de escritura de guiones de Marvel y pasó a trabajar en varios proyectos del MCU, fue contratado durante la preproducción para volver a escribir el guion de la película. Finalmente recibió el crédito de guionista único, y Schaeffer y Benson recibieron los créditos de la historia. Shortland y Johansson habían decidido inspirarse en la serie de televisión The Americans, que trata sobre una familia de espías rusos encubiertos, presentando a la propia "familia" de espías rusos de Romanoff, incluida Belova. Cuando Pearson se unió a la película, la secuencia de apertura, un prólogo ambientado en la década de 1990 con Romanoff y su "familia" viviendo encubiertos en el medio oeste de Estados Unidos, ya había sido escrita. El resto de la película se centra en esta familia que viene juntos en el "día presente", con una escena fundamental más adelante en la película donde todos se reúnen alrededor de una mesa de comedor. De todos los proyectos del MCU en los que había trabajado, Pearson descubrió que el escenario de Black Widow dentro de la línea de tiempo del MCU era la más difícil de hacer bien. Esto se debió a que quería que la audiencia sintiera que el villano podía tener éxito sin romper la línea de tiempo, lo que sería difícil considerando que la audiencia ya había visto Civil War, Infinity War, y Endgame. Eligió centrarse en la Habitación Roja, donde se entrenan las Viudas Negras, y su líder, que "ejerce el poder desde las sombras". Pearson pensó que el tono de thriller de espías de la película ayudó a aliviar sus preocupaciones sobre el villano. Una escena al final de la película en la que Thaddeus Ross persigue a Romanoff se dejó deliberadamente sin resolver, ya que Shortland quería dejar a la audiencia "en lo alto" y cuestionar cómo escapa Romanoff en lugar de agotarlos con otra pelea. Luego sigue una escena que conecta esta película con el final de Civil War mostrando a Romanoff saliendo en un Quinjet para salvar a los Vengadores. Lleva puesto un chaleco que le dio Belova y se ha teñido el pelo de rubio, lo que coincide con la apariencia del personaje en Infinity War.
Pearson dijo que hubo discusiones para asegurar que la película fuera una despedida apropiada para Romanoff. Dijo que querían que presentara "los grandes éxitos" del personaje, incluida la ampliación de la historia de fondo que se mencionó en The Avengers. En esa película, Romanoff y Barton discuten una misión pasada en Budapest y también hay una mención de "la hija de Dreykov". Black Widow amplía las pistas de Budapest al hacer que Romanoff regrese a Budapest y revelar algunos de los detalles de esa misión. Se revela que Dreykov es el jefe de la Habitación Roja, quien Romanoff cree que fue asesinado durante la misión anterior de Budapest. Johansson quería que la película comentara sobre el Movimiento Me Too en el que las mujeres se apoyaban mutuamente y "superaban estas experiencias compartidas de trauma en el otro lado", y esto se ve en la forma en que Romanoff se ve obligada, por la llegada de Belova, a confrontar a Dreykov y su trauma pasado. Johansson agradeció tener la película para comentar estas ideas. Pearson sintió que la verdad detrás de "la hija de Dreykov" tenía que ser "algo bastante malo. Natasha se avergüenza de eso. Hemos estado haciendo alusiones a que ella tuvo un pasado oscuro [a lo largo del UCM]... Tenía que ser algo activamente duro que ella hizo que persigue sus sueños". Se decidió por la idea de que Romanoff y Barton habían usado a la joven hija de Dreykov como cebo para matarlo y creían que la niña también había muerto en el proceso. Hubo una "conversación acalorada" con Marvel sobre cuánto del oscuro pasado de Romanoff mostrar en la película, y Pearson defendió con éxito la inclusión de este elemento. Las versiones anteriores del guion habían incluido al personaje del cómic Tony Masters / Taskmaster como villano. Pearson se movió hacia el villano más sutil Dreykov, quien sintió que encajaba mejor en la historia y la línea de tiempo, pero decidió revelar que la hija de Dreykov está viva y ahora es una versión de Taskmaster que comparó con un Terminator. Sintió que esta era una manera de tener algo de "diversión Marvel" dentro de la historia que de otro modo estaría fundamentada.

### Rodaje
La fotografía principal comenzó el 28 de junio de 2019, en Noruega. Shortland se inspiró en películas como Cómo entrenar a tu dragón (2010), No Country for Old Men (2007) y Thelma & Louise (1991), así como Captain America: The Winter Soldier. Miró películas de combate y aquellas con ejércitos y milicias, lo que le permitió imaginar mujeres en esos roles para ayudar a traducir eso a Black Widow. Shortland también hizo referencia a escenas de lucha que involucran personajes femeninos en Alien (1979) y la franquicia Terminator, y quería que las peleas de la película parecieran "peleas reales" en lugar de combates de lucha libre. Editó escenas de lucha de diferentes películas en cortos que la ayudaron a explorar el estilo de lucha que quería en la película. Shortland dijo que esta era la película más violenta del UCM y que quería abordar ese aspecto con la misma "verdad" con la que abordaba el resto de la película.
Los primeros informes sugirieron que Rob Hardy sería el director de fotografía de la película, pero dejó la producción antes de que comenzara el rodaje. Gabriel Beristáin se desempeñó como director de fotografía, habiéndolo hecho anteriormente para los cortometrajes Marvel One-Shots, Item 47 (2012) y Agent Carter (2013), para la serie de televisión Agent Carter, y para fotografía adicional en Iron Man y otras seis películas del MCU. Beristain inicialmente no fue acreditado en los avances de Black Widow, como señaló Jeff Sneider en Collider, quien se preguntó si los obstáculos contractuales eran los culpables de Marvel no acreditar al director de fotografía en ese momento. Sneider sintió que Beristain sería acreditado en materiales de marketing posteriores, y su contratación se confirmó en el adelanto de prensa oficial de la película. Beristein luego confirmó que se unió a la película después de que la producción ya había comenzado, optando por dejar un trabajo de dirección de televisión y mudarse a Londres para poder ser el director de fotografía principal de una película del MCU. Shortland prefirió evitar el equipo técnico siempre que fuera posible y priorizar la iluminación natural, lo que supuso un desafío para Beristain al tener que hacer coincidir la luz de las tomas en exteriores con la fotografía adicional posterior filmada en Los Ángeles. El enfoque naturalista también se reflejó en las escenas interiores, iluminando desde el exterior del set o usando luces con fuerte difusión para crear el mismo efecto. Se eligió un formato anamórfico para resaltar los amplios movimientos y paisajes de la película, y se usó un sistema especial que separó el sensor de imagen de la cámara de su cuerpo para ayudar con este enfoque.

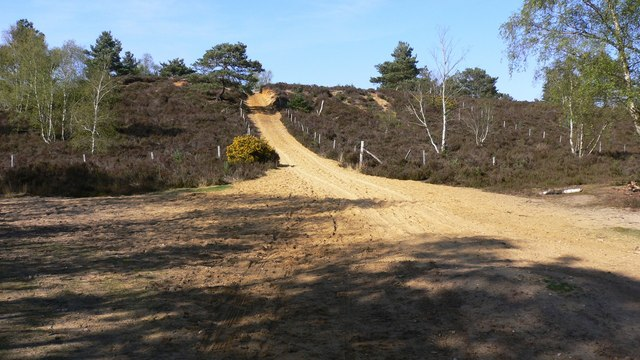
Hankley Common en Surrey, Inglaterra, se hizo parecer una granja rusa para la película.

La producción se mudó a Pinewood Studios en Londres a principios de junio. Shortland contrató a alguien para ayudar a Johansson y Pugh a vincularse a través de ejercicios de confianza y otras actividades de vinculación, pero la pareja sintió que su "real vinculación" ocurrió durante los primeros dos días de rodaje de Pugh cuando estaban trabajando en una escena de pelea temprana entre Romanoff y Belova. Pugh tenía cierta experiencia con las acrobacias gracias a su trabajo en Fighting with My Family, y Johansson le dio un consejo que había recibido de Samuel L. Jackson mientras trabajaba en Iron Man 2. Pearson estaba en el set para escuchar una broma de Pugh sobre la pose "ridícula" en la que Johansson a menudo aterriza mientras lucha como Romanoff durante sus apariciones en el MCU, lo que lo llevó a agregar algunas bromas de Belova a Romanoff sobre las poses en el guion. Ray Winstone se unió al elenco de la película a finales de junio, cuando el rodaje tuvo lugar en Budapest. Se usaron 13 BMW X3 para crear una persecución de autos que involucraba a Romanoff y Belova en Budapest, con el equipo a menudo apagando el control electrónico de estabilidad y las funciones de asistencia de seguridad para poder hacer lo que pedía el guion. También cambiaron el freno de estacionamiento electrónico del X3 por uno accionado hidráulicamente. El director de la segunda unidad, Darrin Prescott, explicó que el equipo a menudo "reemplazaba el motor o arrancaba toda la carrocería del automóvil y la reconstruía desde cero". La trama y las ubicaciones de la secuencia se ajustaron para ayudar a Prescott a crear las acrobacias "espontáneas" que quería.
El rodaje tuvo lugar a mediados de julio de 2019 en Hankley Common en Surrey, Inglaterra, bajo el título provisional Blue Bayou. El sitio se hizo para que pareciera una granja rusa, con sitios adicionales de accidentes de helicópteros. El Consejo Parroquial de Thursley se opuso a esta filmación, ya que había ocurrido mientras la solicitud de Marvel Studios para usar el sitio aún estaba pendiente. La producción planeó volver a visitar el sitio a fines de agosto para filmar más. Black Widow se anunció oficialmente en la Convención Internacional de Cómics de San Diego de 2019 más tarde en julio, con una fecha de estreno para el 1 de mayo de 2020, junto con los roles de algunos de los nuevos miembros del elenco. En agosto, el culturista Olivier Richters reveló que había sido elegido para la película, y el equipo se encargó de escanear y fotografiar texturas en la plataforma petrolera Well-Safe Guardian en el Mar del Norte como referencia para los efectos visuales. A fines de septiembre se llevó a cabo una fiesta de conclusión, antes de que la producción se trasladara a Macon, Georgia, durante la semana del 30 de septiembre. Los lugares de filmación en Macon, incluidos la Estación Terminal, se usaron para interpretar a Albany, Nueva York. Las fotos del set de principios de octubre revelaron que William Hurt aparecería en la película, repitiendo su papel del MCU como Thaddeus Ross. El rodaje adicional en Georgia tuvo lugar en Atlanta y Rome, Georgia. También a principios de octubre, el rodaje tuvo lugar en Tánger, Marruecos, con los servicios de producción local proporcionados por Zak Productions. La fotografía principal duró 87 días, y concluyó oficialmente el 9 de septiembre de 2019.

### Posproducción
Matthew Schmidt y Leigh Folsom Boyd se desempeñaron como editores de la película. Pearson dijo que el manejo de la película de la historia de fondo de Romanoff en Budapest había sido "descifrado en un 85%" antes del inicio del rodaje, y el resto se determinó durante el proceso de edición, así como la fotografía adicional. A Winstone no le gustó regresar para la fotografía adicional, sintiendo que los ejecutivos de Marvel Studios estaban criticando su actuación. En su lugar, quería que se recasteara su papel, pero estaba obligado por contrato a regresar. Una escena de Romanoff usando ropa interior y una camiseta que Shortland disfrutó debido a "lo sexy que [Johansson] es [cuando] ella tiene el control" se eliminó de la película porque el público de prueba criticó la escena por usar la "mirada masculina". Black Widow es una de las pocas películas de Marvel que presenta una secuencia de créditos de apertura, lo que Feige explicó que se debió a que Shortland estaba muy interesada en explorar de qué es responsable Dreykov al comienzo de la película. La secuencia fue diseñada por Perception, quien trabajó con Shortland para filmar varias viñetas en el set que parecían haber sido capturadas en película de 8 mm, video digital de los 90 y VHS. Estos se combinaron con fotografías y documentos antiguos que el equipo de Perception creó y manipuló para contar la historia.
A mediados de marzo, Disney retiró la película de su programa de estreno debido a la pandemia de COVID-19. A principios de abril, Disney anunció que Black Widow ahora se estrenaría el 6 de noviembre de 2020, y el resto de su lista de películas de la Fase Cuatro se cambió para adaptarse a este cambio. En septiembre de 2020, Disney pospuso el estreno nuevamente al 7 de mayo de 2021, seguido de un tercer cambio en marzo de 2021 al 9 de julio de 2021. En abril de 2021, tras la aparición de Julia Louis-Dreyfus como Valentina Allegra de Fontaine en la serie de televisión de Marvel Studios, The Falcon and the Winter Soldier (2021), Joanna Robinson de Vanity Fair informó que se esperaba que Louis-Dreyfus apareciera por primera vez en Black Widow, antes de que sus retrasos empujaran el estreno de la película hasta después del estreno de la serie en Disney+. Feige lo confirmó más tarde, explicando que la escena posterior a los créditos de Black Widow originalmente tenía la intención de ser la presentación del personaje, pero en cambio se convirtió en una referencia a su aparición en la serie. Dijo que este era el único cambio en los planes de la Fase Cuatro de Marvel que fue forzado por la pandemia. La escena posterior a los créditos se agregó después de que el showrunner de Hawkeye, Jonathan Igla expresara interés en que Yelena Belova apareciera en su serie. Se le pidió a Pearson que escribiera la escena, en la que De Fontaine asigna a Clint Barton como el próximo objetivo de Belova, sin saber quién sería. Shortland consideró que el escenario de la escena, en la tumba de Romanoff en un claro remoto, era una respuesta a los fanáticos que estaban molestos porque Romanoff no recibió un funeral en Endgame. Shortland dijo que el personaje era privado y no hubiera querido un gran funeral, por lo que esta escena permitió que el final del personaje "fuera el dolor que sintieron las personas, en lugar de una gran efusión pública". Shortland dijo que el personaje era privado y no hubiera querido un gran funeral, por lo que esta escena permitió que el final del personaje "fuera el dolor que sintieron las personas, en lugar de una gran efusión pública". Shortland dijo en mayo de 2021 que la película se completó un año antes y no se modificó, a pesar de los retrasos en el estreno. El rol de  Olga Kurylenko como Antonia Dreykov / Taskmaster se reveló con el estreno de la película.
Los proveedores de efectos visuales de la película incluyeron Cinesite, Digital Domain, Industrial Light & Magic, Mammal Studios, SSVFX, Scanline VFX, Trixter y Wētā FX. Digital Domain fue responsable de la secuencia de batalla final y completó alrededor de 320 tomas de efectos visuales para la película. Crearon la Habitación Roja, una fortaleza aerotransportada escondida en las nubes, que se inspiró en la arquitectura brutalista de la Unión Soviética. Se usó una combinación de efectos prácticos y visuales para crear la secuencia en la que la Habitación Roja se destruye y cae del cielo: los actores y los especialistas fueron filmados en un túnel de viento contra pantallas azules mientras se sujetaban con alambres y brazos mecánicos, y el entorno circundante de cielo y escombros se creó digitalmente. Cinesite se encargó principalmente de la prisión rusa en la que se encuentra Alexei Shostakov de Harbour durante la película. Wētā FX creó la cadena montañosa que rodea la prisión, basándose en fotografías de Svalbard, Noruega, así como una avalancha. Wētā también creó el helicóptero Mil Mi-8 que se ve en esa secuencia, mientras que Cinesite lo creó para otras secuencias. Para los cerdos en la granja de Melina Vostokoff de Weisz, Wētā filmó cerdos Kunekune vivos como referencia para los cerdos digitales en las tomas finales.
Industrial Light & Magic completó aproximadamente 800 tomas de efectos visuales para la película, trabajando en la escena inicial de escape del avión, la pelea en el apartamento de Budapest y la posterior persecución en motocicleta y automóvil, y la pelea entre Romanoff y un grupo de Viudas Negras en la oficina de Dreykov. La escena del avión de apertura se creó con la mitad de la plataforma de un avión sobre una plataforma hidráulica. Las imágenes filmadas en Atlanta se reprodujeron en pantallas LED en el escenario de sonido para crear iluminación interactiva para los actores en el set. Para crear las escenas de Budapest, ILM trabajó con el director de la segunda unidad, Darren Prescott. La persecución de Romanoff y Belova por los tejados fue una combinación de efectos prácticos y visuales, mientras que las escenas que involucraban chimeneas se crearon usando actores virtuales. La escena de persecución de automóviles en Budapest presenta un tanque práctico conducido por Taskmaster que fue creado por Paul Corbould, el supervisor de efectos especiales de la película. Se agregaron autos digitales a la escena para que parezca más peligroso y para una mejor interacción con el tanque. Para la escena de lucha en la oficina de Dreykov, ILM trabajó en las pantallas gráficas de fondo, así como en la iluminación que interactúa con los cuerpos de las viudas. Además de crear la secuencia de créditos de apertura de la película, Perception diseñó los gráficos para las pantallas de Dreykov y otra tecnología de la Habitación Roja, investigando la tecnología de la Unión Soviética en busca de inspiración. Trixter creó la máscara de Taskmaster y también trabajó en varias secuencias de acción.

### Doblaje
| Actor original (Estados Unidos) | Personaje                        | Actor de doblaje (España) |
| ------------------------------- | -------------------------------- | ------------------------- |
| Scarlett Johansson              | Natasha Romanoff / Viuda Negra   | Joël Mulachs              |
| Florence Pugh                   | Yelena Belova                    | Nerea Alfonso             |
| David Harbour                   | Alexei Shostakov / Guardián Rojo | Víctor Viedma             |
| O. T. Fagbenle                  | Rick Mason                       | Daniel García             |
| Olga Kurylenko                  | Antonia Dreykov / Taskmaster     | Ariadna de Guzmán         |
| Ray Winstone                    | Dreykov                          | Ricky Coello              |
| Rachel Weisz                    | Melina Vostokoff                 | Nuria Mediavilla          |
| Ever Anderson                   | Natasha Romanoff joven           | Marta Amat                |
| Violet McGraw                   | Yelena Belova joven              | Celia Sol                 |
| Julia Louis-Dreyfus             | Valentina Allegra de Fontaine    | Laura Palacios            |
| William Hurt                    | Thaddeus "Thunderbolt" Ross      | Salvador Vidal            |
| Jeremy Renner                   | Clint Barton / Ojo de Halcón     | Sergio Zamora             |

## Música
Se reveló que Alexandre Desplat estaba componiendo la música de la película en enero de 2020. Al final de la posproducción, Lorne Balfe reemplazó a Desplat como compositora, lo que este último confirmó en mayo de 2020. Balfe hace una breve referencia al motif de Alan Silvestri para Romanoff y al tema principal de los Vengadores de The Avengers en la partitura, pero, por lo demás, quería centrarse en crear una nueva identidad para Romanoff. Sus discusiones con Shortland lo llevaron a escribir una pieza original al estilo de música folclórica rusa que pensó que Romanoff y Belova podrían haber crecido escuchando. El resto de su partitura se desarrolló a partir de esa pieza, y también se inspiró en los compositores rusos Serguéi Prokófiev e Igor Stravinsky. Balfe completó la grabación de la partitura en Abbey Road Studios cuando la pandemia de COVID-19 comenzó a afectar las sesiones de grabación en el estudio.
La secuencia de créditos iniciales de la película presenta un cover de «Smells Like Teen Spirit», de Nirvana, de Think Up Anger, con Malia J, que fue sugerido por Perception. «American Pie» de Don McLean y «Cheap Thrills» de Sia también aparecen en la película. Un álbum de banda sonora junto con la partitura de Balfe fue lanzada digitalmente por Marvel Music y Hollywood Records, el 9 de julio de 2021.

## Marketing

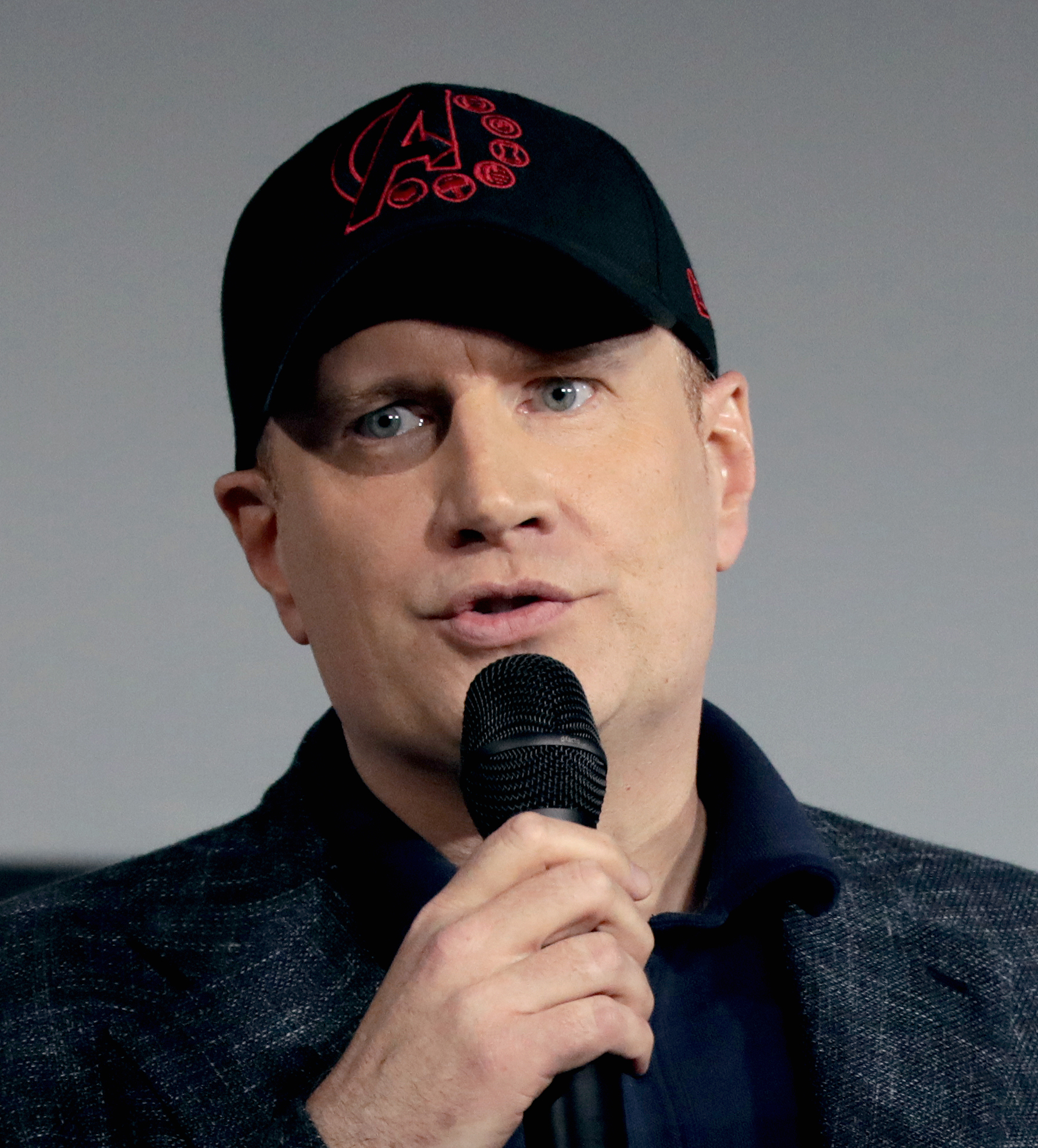
Kevin Feige.

La película fue anunciada oficialmente en la Convención Internacional de Cómics de San Diego de 2019 por Feige, Shortland y miembros del elenco. Hablaron sobre la película y presentaron imágenes de los primeros 30 días de producción. Algunas de esas imágenes se incluyeron en un tráiler de la película que se estrenó en diciembre, con varios comentaristas destacando su tono de película de espías, y llamando a la película "muy esperada" o "altamente anticipada" por los fanáticos. Rachel Leishman de The Mary Sue dijo que finalmente ver un tráiler de la película fue "sorprendentemente emotivo". Sintió que situarlo entre Civil War e Infinity War permitiría que el personaje creciera en su forma más madura a partir de la última película después de que películas anteriores del MCU la hubieran representado en un papel secundario de los Vengadores masculinos. Scott Mendelson de Forbes comparó la historia y el tono del tráiler con las películas Atomic Blonde (2017), Red Sparrow (2018) y Anna (2019), pero sintió que Black Widow tenía una ventaja comercial sobre esas películas, ya que está protagonizada por un personaje familiar. Mendelson pensó que esta familiaridad podría superar el enfoque del teaser en el "melodrama familiar" sobre los superhéroes, que comparó con Thor (2011). Richard Newby de The Hollywood Reporter encontró diferencias notables en la composición de planos y la cinematografía de Shortland en el tráiler en comparación con los estilos de Jon Favreau, Joss Whedon y los hermanos Russo, todos directores que ayudaron a definir a Viuda Negra en películas anteriores del MCU, lo que indica un alejamiento del "estilo de la casa" del MCU.
Lo que iba a ser el tráiler final de la película debutó en marzo de 2020. Nicole Carpenter de Polygon dijo que era la mirada más profunda a la película hasta ahora con una "mirada más íntima" a la relación entre Romanoff y Belova. Josh Weiss de Syfy Wire disfrutó de los momentos más tranquilos del tráiler además de las secuencias de acción esperadas. Mendelson consideró que el tráiler era una mejora con respecto al avance, y lo atribuyó a su tema de "familias encontradas (los Vengadores), familias forzadas ([las Viudas Negras]) y familia real" interpretada por Pugh, Harbour y Weisz.
El presidente de marketing de Disney, Asad Ayaz, dijo que después de que Black Widow se retrasara desde su fecha de estreno original de mayo de 2020, el equipo de marketing detuvo su campaña para la película. Una vez que comenzaron a trabajar para una nueva fecha de estreno en 2021, pudieron usar la apariencia de los personajes y los puntos de la historia que no habían revelado en la campaña inicial para construir un nuevo enfoque de la película. Ayaz explicó que no querían que pareciera que habían regresado a la misma campaña de marketing, que se centró en el símbolo de la Viuda Negra y su traje negro tradicional. El equipo de marketing diferenció la nueva campaña presentando el nuevo traje blanco del personaje de la película y centrándose en su legado como Vengadora. La campaña presentó 30 marcas, incluidas oportunidades de marca compartida con GEICO, Ziploc, BMW y Synchrony Bank. Se produjeron asociaciones personalizadas adicionales con Fandango, YouTube, Roku, TikTok y Amazon, con un Twitter E3 patrocinio de juegos, así como anuncios, carteles y coleccionables para experiencias de cine prémium como IMAX.
En septiembre de 2020, Barbie lanzó dos muñecas Viuda Negra con los atuendos en blanco y negro de Romanoff de la película. Marvel lanzó otro tráiler en abril de 2021, que Austen Goslin en Polygon describió como un nuevo tráiler "final" para la nueva fecha de estreno de la película. Dijo que solo tenía algunas escenas nuevas, pero que proporcionaba la mejor imagen hasta ahora del villano Taskmaster. Goslin destacó la versión de inspiración rusa del tema musical de The Avengers que se usó al final del tráiler. Germain Lussier de io9 también destacó el uso del tema de The Avengers, sintiendo que la música combinada con imágenes de películas anteriores del MCU, así como con momentos retrospectivos de Romanoff y su familia, hizo que el tráiler se sintiera más épico que el tráiler "final" anterior. Lussier dijo que era un tráiler que "te emociona por el regreso" de las películas del MCU después de los retrasos de la pandemia. Ethan Anderton de /Film dijo que la pelea en caída libre con Taskmaster que se muestra en el tráiler "parece una secuencia diferente a cualquier otra" en el MCU. El tráiler recibió más de 70 millones  reproducciones en sus primeras 24 horas. El 5 de julio, Moneymaker: Behind the Black Widow, un documental especial de media hora centrado en la doble de acción de Johansson, Heidi Moneymaker, se estrenó en ESPN+ como parte de la serie E60 de ESPN. El especial fue dirigido por Martin Khodabakhshian y narrado por Johansson. Una versión posterior de ocho minutos del especial se transmitió en Outside the Lines de ESPN el 10 de julio. El 7 de julio se lanzó un episodio de la serie Marvel Studios: Legends, que explora Black Widow usando imágenes de sus apariciones anteriores en el MCU.

## Estreno

### En cines y Premier Access
Black Widow se estrenó el 29 de junio de 2021 en varios eventos de alfombra roja para fanáticos en Londres, Los Ángeles, Melbourne y la ciudad de Nueva York. Fue proyectada en el Taormina Film Fest, el 3 de julio, y fue estrenada en los Estados Unidos, el 9 de julio de 2021, simultáneamente en cines y en Disney+ con Premier Access por US$30. Se estrenó en 46 territorios durante el transcurso de su primer fin de semana. En los Estados Unidos, se estrenó en 4.100 salas, 375 en IMAX, más de 800 en gran formato premium, 1.500 en 3D y 275 en salas especiales D-Box, 4DX y ScreenX. En las proyecciones IMAX, aproximadamente 22 minutos de la película aparecen en la relación de aspecto expandida de IMAX. Black Widow es la primera película estrenada en la Fase Cuatro del MCU. Las fechas de estreno para China, Taiwán, India, partes de Australia y otros mercados del sudeste asiático y América Latina no se establecieron para el fin de semana de estreno de la película, y no se esperaba que la película se estrenara en cines en China en septiembre. Black Widow fue la primera de varias películas del MCU que no recibió un estreno en cines en China, una "prohibición de facto" que no se levantó hasta 2023.
La película estaba originalmente programada para ser estrenada el 1 de mayo de 2020. A principios de marzo de ese año la pandemia de COVID-19 obligó a muchos cines a cerrar sus puertas, la fecha de estreno de la película No Time to Die se cambió de abril de 2020 a noviembre de 2020. Los comentaristas comenzaron a especular sobre la posibilidad de que otras películas importantes como Black Widow también se pospusieran. Deadline Hollywood informó sobre los rumores en la industria de distribución de películas que sugerían que Black Widow tomaría la fecha de estreno de noviembre de Eternals de Marvel, y esta última se retrasaría hasta 2021, pero Disney dijo que todavía tenía la intención de estrenar Black Widow en mayo de 2020. Después de que se lanzó un tráiler de la película una semana después, Scott Mendelson de Forbes dijo que la existencia del tráiler y el uso de la fecha de estreno de mayo de 2020 confirmaron que la película no se retrasaría. Dijo que esta era "la elección lógica" porque era una fecha de estreno ideal para la película y no había evidencia de que la pandemia afectaría su desempeño en los Estados Unidos. Una semana después, los cines de los Estados Unidos se cerraron debido a la pandemia y los Centros para el Control y la Prevención de Enfermedades (CDC) desaconsejaron las reuniones de más de 50 personas; Disney retiró la película de su fecha de estreno en mayo. Adam B. Vary y Matt Donnelly de Variety cuestionaron si el UCM podría verse más afectado por los retrasos por la pandemia que otras franquicias debido a su naturaleza interconectada. Una fuente de Marvel Studios les dijo que cambiar la fecha de estreno de la película no afectaría la línea de tiempo del MCU, y especularon que esto se debía a que la película era una precuela. En abril, Disney le dio a Eternals, la fecha de estreno del 6 de noviembre de 2020 a Black Widow y retrasó todas las demás películas de la Fase Cuatro en el cronograma de estrenos para adaptarse a esto.
Anthony D'Alessandro de Deadline Hollywood informó en septiembre de 2020 que Disney estaba considerando reprogramar Black Widow nuevamente, con Variety también informando esto y atribuyéndolo a los bajos retornos de taquilla de Mulan de Disney en China y Tenet de Warner Bros. en América del Norte. Más tarde ese mes, Disney retrasó el estreno hasta el 7 de mayo de 2021 y, como resultado, reprogramó Eternals y Shang-Chi and the Legend of the Ten Rings (2021). En enero de 2021, Feige dijo que todavía esperaba que debutara Black Widow en los cines, pero Variety informó que Disney estaba considerando estrenar la película en su servicio de streaming, Disney+. También existía la posibilidad de retrasar el estreno de la película nuevamente, o estrenarla simultáneamente en los cines y en Disney+ con Premier Access, como se hizo con Raya and the Last Dragon (2021) de Disney, si los efectos de la pandemia no mejoraron antes de mayo de 2021. Variety sintió que sería "insuperablemente más desafiante" para Black Widow volverse rentable si no tuviera un estreno en cines tradicional. A principios de febrero, el CEO de Disney, Bob Chapek reafirmó que Black Widow estaba destinada a estrenarse únicamente en los cines, pero Disney estaba al tanto de la reapertura de los cines, particularmente en las grandes ciudades como Nueva York y Los Ángeles, así como del deseo de los consumidores de regresar a los cines. Según Variety, Feige se opuso a un estreno híbrido para la película. Si la película se retrasaba nuevamente, la industria de distribución cinematográfica creía que Disney la trasladaría al 9 de julio de 2021, que en ese momento era la fecha de estreno de Shang-Chi. Chapek reiteró el próximo mes que Disney planeaba estrenar Black Widow en los cines el 7 de mayo, mientras que Deadline Hollywood señaló nuevamente las posibilidades de retrasar la película, estrenarla simultáneamente en Disney+ o estrenarla en los cines por un corto tiempo antes de que esté disponible en Disney+. Chapek pronto afirmó que Disney seguía siendo flexible al evaluar el comportamiento del consumidor y que tomaría una decisión final en el "último minuto".
A fines de marzo de 2021, Disney movió la fecha de estreno de la película al 9 de julio de 2021, y anunció que se estrenaría simultáneamente en cines y en Disney+ con Premier Access. Como resultado, Shang-Chi se retrasó nuevamente. Kareem Daniel, el presidente de Disney Media and Entertainment Distribution, dijo que el estreno simultáneo les dio a los fanáticos opciones para ver la película mientras atendía las "preferencias cambiantes de las audiencias". Chaim Gartenberg de The Verge opinó que Disney tenía que seguir adelante con un estreno simultáneo de la película porque no podían permitirse retrasar las series de televisión de la Fase Cuatro de Marvel, que fueron algunos de los pocos "programas de alto perfil que debes ver" en Disney+ y una vez que comenzaron con WandaVision en enero de 2021, las películas solo pudieron retrasarse hasta que la naturaleza interconectada de la narración de Marvel comenzó a causar problemas. Por ejemplo, se esperaba que la serie Hawkeye se estrenara más adelante en 2021 y contuviera spoilers de Black Widow, por lo que la película debía estrenarse antes de esa fecha. Gartenberg dijo que Disney y Marvel fueron víctimas de su propio éxito, pero consideró que la posible pérdida de ingresos por el estreno simultáneo podría generar resultados positivos a largo plazo, como que los fanáticos que de otro modo no habrían visto la serie de Marvel podrían descubrirlos al registrarse en Disney+ para ver Black Widow.

### Demanda
En julio de 2021, Johansson presentó una demanda en la Corte Superior del condado de Los Ángeles contra The Walt Disney Company, alegando que el estreno simultáneo de Black Widow en los cines y en Disney+ incumplió una estipulación de su contrato de que la película se estrenara exclusivamente en los cines. La demanda afirmaba que el estreno simultáneo eximía a Disney de pagar "bonificaciones de taquilla muy grandes" a las que habría tenido derecho Johansson. Según The Wall Street Journal, Johansson había estado preocupada por la posibilidad de que la película se estrenara en Disney+ tan pronto como antes del estreno de Avengers: Endgame cuando Black Widow todavía estaba en desarrollo. El colaborador de Vulture, Chris Lee, opinó que no tener apariciones planificadas en futuros proyectos del MCU podría haber influido en la decisión de Johansson de seguir adelante con la presentación de la demanda. Disney emitió un comunicado en respuesta a la demanda, diciendo que "no tenía mérito alguno" y que Johansson había mostrado una "indiferencia cruel por los efectos globales horribles y prolongados de la pandemia de COVID-19". La empresa afirmó que había cumplido totalmente con el contrato de Johansson y que el estreno de la película en Disney+ Premier Access había "mejorado significativamente la capacidad [de Johansson] de obtener una compensación adicional" más allá de los $20 millones de dólares que ya había recibido por la película.
Bryan Lourd, el agente de Johansson y copresidente de Creative Artists Agency, condenó la respuesta de Disney como "acusando desvergonzada y falsamente a la Sra. Johansson de ser insensible a la pandemia mundial de COVID". Él acusó a la compañía de "dejar a los socios artísticos y financieros" fuera de sus ganancias de streaming y denunció la divulgación de las ganancias de $20 millones de Johansson como "un intento de armar su éxito como artista y mujer de negocios, como si eso fuera algo de lo que debería avergonzarse". Las organizaciones de defensa Women in Film, ReFrame y Time's Up denunciaron conjuntamente condenando la respuesta de Disney, calificándola de "ataque de género" y diciendo que "se oponen firmemente a la declaración reciente de Disney que intenta caracterizar a Johansson como insensible o egoísta por defender sus derechos comerciales contractuales". TheWrap informó que Johansson se sorprendió por el tono de la respuesta de Disney, mientras que el presidente y ex director general de Disney, Bob Iger supuestamente estaba mortificado. Se informó que Feige estaba enojado y avergonzado por el manejo de la situación por parte de Disney, y quería que la compañía hiciera las paces con Johansson. El presidente de la SAG-AFTRA, Gabrielle Carteris también condenó la respuesta de Disney y dijo que "deberían estar avergonzados de sí mismos por recurrir a tácticas cansadas como la vergüenza de género y el acoso". En respuesta a estas críticas, el abogado de Disney, Daniel Petrocelli calificó la demanda como una "campaña [de relaciones públicas] altamente orquestada para lograr un resultado que no se puede obtener en una demanda".
Eriq Gardner de The Hollywood Reporter creía que el caso de Johansson era potencialmente débil ya que las disputas de este tipo suelen tener lugar en arbitraje, y que se había visto obligada a presentar una demanda de interferencia ilícita en lugar de un incumplimiento de contrato estándar debido a una cláusula de su contrato. Gardner agregó que Disney podría defender no esperar a que el mercado se recupere de la pandemia, ya que ya habían retrasado el estreno de la película un año y necesitaban que se estrenara Black Widow para poder continuar con el UCM, considerando que la película presenta nuevos personajes importantes como Yelena Belova, quien se esperaba que apareciera en futuros proyectos del UCM. El editor de Screen Daily, Matt Mueller, dijo a BBC News que esperaba que el caso se resolviera entre Disney y Johansson antes de llegar a la corte, y expresó su sorpresa de que Disney hubiera dejado que llegara a esta etapa, dado que Warner Bros. había llegado a acuerdos con estrellas para estrenos simultáneos en cines y en HBO Max para películas como Space Jam: A New Legacy (2021). Mueller también creía que el caso llevaría a otros estudios cinematográficos con servicios de streaming a ver qué pasos contractuales necesitarían para evitar más acciones legales como esta. Variety informó en julio de 2021 que el caso había llevado a otros actores de Disney a considerar litigios similares.
En agosto de 2021, Disney presentó una moción para llevar la demanda a arbitraje, citando que Black Widow había recaudado más que otras películas del MCU en su primer fin de semana con una "impresión impresionante de la era de la pandemia". El abogado de Johansson, John Berlinski, criticó este movimiento como un intento de Disney de "ocultar su mala conducta en un arbitraje confidencial", y calificó de misógina la respuesta inicial de la empresa al caso. La demanda se resolvió un mes después en términos no revelados, aunque Deadline Hollywood informó que Johansson recibiría más de 40 millones de dólares de Disney. El acuerdo se produjo después de que Disney decidiera dar estrenos exclusivos en cines a las siguientes películas de 2021 tras el éxito de taquilla de Shang-Chi y Free Guy (2021), que ambas recibieron ventanas en cines exclusivas cuando se estrenaron inicialmente. En noviembre de 2021, Johansson dijo con respecto a la demanda que se sentía "muy afortunada de que nadie tenga que pasar por lo que yo pasé" y pensó que el caso había tenido "un impacto positivo en la industria y, con suerte, en la vida y el sustento de los artistas y creativos".

### Medios domésticos
Black Widow fue lanzada por Walt Disney Studios Home Entertainment en descarga digital en los Estados Unidosm el 10 de agosto de 2021, y fue lanzada en Ultra HD Blu-ray, Blu-ray y DVD, el 14 de septiembre. Se incluyeron escenas eliminadas, un rollo de bloopers y contenido detrás de escena. La película estuvo disponible para todos los suscriptores de Disney+ a partir del 6 de octubre. La versión IMAX Enhanced de la película estuvo disponible en Disney+, el 12 de noviembre.

## Recepción

### Taquilla
Black Widow recaudó $183,7 millones en Estados Unidos y Canadá, y $196,1 millones en otros territorios, para un total mundial de $379,8 millones . El fin de semana de estreno de la película recaudó $226,2 millones en todo el mundo, que incluyeron $80,4 millones en la taquilla nacional, $78,8 millones en la taquilla internacional y $67 millones en ingresos globales de Disney+ Premier Access. El ingreso bruto del fin de semana de estreno estuvo dentro o superó varias proyecciones previas al estreno. En junio de 2021, Fandango informó que la película tuvo la mayor cantidad de preventa de boletos en 2021 y superó a otras películas del UCM de años anteriores como Doctor Strange (2016) y Spider-Man: Homecoming (2017).
Black Widow ganó 39,5 millones de dólares en su día de estreno, incluidos 13,2 millones de dólares de las vistas previas del jueves por la noche, que fue la mejor noche de vista previa y día de estreno desde el inicio de la pandemia de COVID-19 en marzo de 2020. Su fin de semana bruto total fue de 80,4 millones de dólares, lo que la convierte en la mejor película del fin de semana. comenzó la pandemia de COVID-19, superando el estreno de F9 de $70 millones , y el mayor fin de semana de estreno desde Star Wars: The Rise of Skywalker (2019). El ingreso bruto nacional estuvo dentro de algunas de las proyecciones previas al estreno de la película, pero estaba debajo de algunas proyecciones actualizadas de la industria que se realizaron durante el fin de semana después de la noche de apertura y se conocieron los ingresos brutos de vista previa; Deadline Hollywood atribuyó esto en parte a la disponibilidad de la película en Disney+ con Premier Access. Cuando los $80,4 millones brutos en cines se combinaron con los ingresos nacionales de Premier Access de $55 millones , totalizando más de $135,4 millones para su fin de semana de estreno, Disney señaló que Black Widow fue la única película que superó los $100 millones en gasto de consumidores domésticos en el fin de semana de estreno desde el comienzo de la pandemia, y marcó la tercera apertura más grande para una película de origen del MCU detrás de Black Panther (202 millones de dólares) y Capitán Marvel (153,4 millones de dólares). Después de su primer fin de semana, Black Widow registró la mayor recaudación bruta para un lunes (7,16 millones de dólares) y un martes (7,6 millones de dólares) no festivos en la pandemia. La película superó los 100 millones de dólares en la taquilla nacional en seis días, la cifra más rápida durante la pandemia.
En su segundo fin de semana, la película recaudó 25,8 millones de dólares y terminó en segundo lugar detrás de Space Jam: A New Legacy. Su caída del 67 % marcó la caída más grande en una segunda semana para una película del UCM, superando a Ant-Man and the Wasp (62%). Los analistas de taquilla atribuyeron el declive en la segunda semana de Black Widow a su estreno en Disney+ Premier Access, así como a la piratería ampliamente denunciada de la película en línea. En su tercer fin de semana, la película ganó otros 11,6 millones de dólares y se convirtió en la película que más rápido alcanzó los 150 millones de dólares en taquilla nacional bruta durante la pandemia. Black Widow fue la cuarta película más taquillera de 2021 en Estados Unidos y Canadá.
Fuera de América del Norte, Black Widow ganó $78,8 millones en su primer fin de semana, en 46 mercados. Fue la película número uno en casi todos estos mercados, incluidos los mercados de la región de Asia Pacífico donde se estrenó, excepto Japón, donde ocupó el tercer lugar—y todos los mercados de la región de América Latina. Black Widow tuvo el primero lugar en un fin de semana de estreno pandémico en 15 mercados europeos. IMAX representó $4.8 millones del fin de semana bruto, de 59 países, 11 de los cuales establecieron récords de fin de semana de apertura para la pandemia. En Corea del Sur, el día de estreno de la película fue el segundo mejor de 2021, con 3,3 millones de dólares, y Hong Kong tuvo el mejor estreno de la pandemia, con 3,2 millones de dólares. La película tuvo el día de estreno más grande de la pandemia en Austria, la República Checa, Catar y Eslovaquia, mientras que en Arabia Saudita, la película obtuvo el día de estreno más alto para un estreno de Disney. Fue la película número uno el día del estreno en muchos otros mercados. En octubre del 2021, los principales mercados para la película fuera de Norteamérica eran Corea del Sur (26,3 millones de dólares), el Reino Unido (25,8 millones de dólares) y Francia (15,1 millones de dólares).

### Audiencia de streaming
Con Disney+ Premier Access, Black Widow ganó 67 millones de dólares en todo el mundo en su primer fin de semana. Fue la primera película por la que Disney reveló los ingresos de Premier Access, con un fuerte sesgo de ingresos hacia Estados Unidos con 55 millones de dólares. La aplicación de seguimiento de espectadores Samba TV, que mide al menos cinco minutos de audiencia en televisores inteligentes en más de 3 millones de hogares estadounidenses, informó que 1,1 millones de hogares vieron la película en su primer fin de semana. Deadline Hollywood señaló que esta audiencia se tradujo en aproximadamente $33 millones en ingresos para Disney, considerando el precio de US$30 de Premier Access, que se alineó con los ingresos mundiales anunciados. El sitio también indicó que Disney estaba recibiendo aproximadamente el 85% de los ingresos de Disney+ Premier, compartiendo el resto con proveedores de plataformas como Amazon Firestick y Apple TV+.
El fin de semana siguiente, Deadline Hollywood informó que Black Widow se había convertido en la película más pirateada de la semana pasada, mientras que algunas fuentes de la industria creían que se había convertido en la película más pirateada de la pandemia. Samba TV actualizó más tarde la audiencia de Disney+ Premier Access de la película e informó que la película se había reproducido más de 2 millones de veces en Estados Unidos durante los primeros 10 días de su estreno, lo que resultó en alrededor de $60 millones en ingresos nacionales generales de Disney+. Samba TV también informó actualizaciones de la audiencia de 10 días en el Reino Unido (258.000), Alemania (116.000) y Australia (47.000). En octubre, Samba TV informó que más de 1,1 millones de hogares estadounidenses habían visto Black Widow en los primeros cinco días de su disponibilidad para todos los suscriptores de Disney+. También registraron una audiencia en el Reino Unido (190.000) y Alemania (96.000) durante ese mismo período. Hasta agosto de 2021, Black Widow había ganado 125 millones de dólares a través del streaming y las descargas digitales. En sus primeros 30 días, la película se vio en más de 2,8 millones de hogares estadounidenses. Deadline Hollywood informó que la película había sido pirateada más de 20 millones de veces, lo que resultó en una pérdida de ingresos de al menos $600 millones para Disney. En enero de 2022, la empresa de tecnología Akami informó que Black Widow fue la tercera película más pirateada de 2021.

### Crítica
En el sitio web del agregador de reseñas, Rotten Tomatoes, la película posee un índice de aprobación del 79%, basado en 457 reseñas, y obteniendo una puntuación promedio de 6.9/10. El consenso crítico del sitio web dice: "Los temas más profundos de Black Widow se ven ahogados por toda la acción, pero sigue siendo una aventura sólidamente entretenida que se completa con un reparto estelar". En el sitio web Metacritic, la película tiene una puntuación media de 67 sobre 100, basada en 55 críticas, con un consenso crítico de "reseñas generalmente favorables".Los críticos generalmente elogiaron al elenco, particularmente a Johansson y Pugh, así como a las secuencias de acción. El público encuestado por CinemaScore le dio a la película una calificación promedio de "A−" en una escala de A+ a F, mientras que PostTrak informó que el 88% de los miembros de la audiencia le dieron una calificación positiva y el 69 % dijo que definitivamente recomendaría la película.
Owen Gleiberman de Variety inicialmente temía que Black Widow fueran solo dos horas de peleas de Johansson, pero encontró que la película era más interesante que eso a pesar de que todavía tenía secuencias de peleas que "le darían a la audiencia mayoritaria esa sensación de que vale la pena ganar su dinero". Elogió la dirección de Shortland y dijo: "Desde los créditos iniciales, la mayor parte tiene un tono arenoso, deliberado y libre de descargas que es sorprendente e intencionalmente terrenal para una fantasía de superhéroes". Escribiendo para The Hollywood Reporter, David Rooney sintió que el alejamiento de la película del género de superhéroes hacia un "thriller de espionaje de alto octanaje" la convertía en una película del UCM protagonizada por mujeres más satisfactoria que la "suavemente rimbombante" Capitana Marvel. En IGN, Nicole Clark discutió la ambición de la película de ir más allá del género de se tragedia" del pasado de Romanoff.
En The Hollywood Reporter, Rooney describió la película como un "vehículo estelar" para Johansson y elogió su vulnerabilidad en la película, mientras que Gleiberman dijo que Johansson "mantiene la película unida y le da su toque de alma" con su vulnerabilidad que, según él, era inusual para una actuación cinematográfica de superhéroes. Varios críticos elogiaron al elenco secundario de la película, con la química entre Johansson y Pugh en particular, un punto destacado. Pete Hammond de Deadline Hollywood dijo que "la torpe timidez de Natasha [es] contrarrestada por la animada y cínica Yelena", y elogió la presencia de Johansson en su papel. Sintió que Pugh estaba lista para liderar su propia franquicia y también elogió las actuaciones de Weisz, Harbour y Winstone. Leah Greenblatt de Entertainment Weekly dijo que la relación entre Romanoff y Belova era la "verdadera historia de amor" de la película, y Nicole Clark sintió que la película era más fuerte en las escenas en las que las dos luchaban una contra la otra o una al lado de la otra. Brian Tallerico de RogerEbert.com dijo que Pugh era el Jugador Más Valioso de la película y que había encontrado "los tonos adecuados de fuerza y vulnerabilidad". Caryn James en BBC también elogió a Pugh y dijo que Belova estaba "más habitada que la mayoría de los personajes de películas de acción".
Eric Kohn de IndieWire le dio a la película una calificación de B, diciendo que entregó acción y elogió las apuestas más bajas. Comparó positivamente las secuencias de lucha de la película con la franquicia Bourne y dijo: "Si esta es la última vez que vemos a Johansson hacer justicia a sus agresores con una velocidad gimnástica, es una buena despedida". Hammond de Deadline Hollywood estuvo de acuerdo y escribió que Johansson "sale con todas las armas encendidas ya que esta [película...] no escatima ni un ápice de acción". Gleiberman también comparó la película con la franquicia Bourne, mientras que James la comparó con la franquicia Mission: Impossible y dijo que era "la película menos Vengadora en el [MCU] hasta ahora". Le dio a la película cuatro de cinco estrellas, pero criticó el final por ser típico de la franquicia. Escribiendo para Vanity Fair, Richard Lawson elogió la dirección de Shortland de las secuencias de acción y la física más sólida de la película.
A pesar de calificar la película de elegante y divertida, Joshua Rivera de Polygon dijo que parecía "hueca" y como una "disculpa" por la muerte de Romanoff en Endgame. Del mismo modo, Hoai-Tran Bui de /Film sintió que la película estaba "un poquito, demasiado tarde" después de la muerte del personaje, y Matt Goldberg de Collider sintió que la película desperdició la oportunidad para explorar más a fondo la misión de Budapest en el pasado de Romanoff a favor de presentar a Belova como reemplazo de Black Widow. Ann Hornaday de The Washington Post tuvo pensamientos similares, notando la configuración para que Pugh continuara en la franquicia y sintiendo que la película no compensó el hecho de que Johansson recibió "poca atención" en entregas anteriores del MCU.

### Reconocimientos
Black Widow fue una de las 28 películas que recibieron el sello ReFrame para 2021, otorgado por la coalición de equidad de género ReFrame para películas que han demostrado tener una contratación equilibrada de género.
| Premio                                    | Fecha de ceremonia      | Categoría                                                  | Receptor(es)                                                                                      | Resultado | Ref(s)          |
| ----------------------------------------- | ----------------------- | ---------------------------------------------------------- | ------------------------------------------------------------------------------------------------- | --------- | --------------- |
| Golden Trailer Awards                     | 22 de julio de 2021     | Mejor aventura de fantasía                                 | "Control" (MOCEAN)                                                                                | Ganador   | [ 266 ]         |
| Golden Trailer Awards                     | 22 de julio de 2021     | Mejor tráiler de éxito en taquilla del verano de 2021      | "Home" (Wild Card)                                                                                | Nominado  | [ 266 ]         |
| Golden Trailer Awards                     | 22 de julio de 2021     | Mejor TV Spot del verano de éxito en taquilla              | "Choose" (Wild Card)                                                                              | Ganador   | [ 266 ]         |
| Golden Trailer Awards                     | 22 de julio de 2021     | Mejor Teaser Poster                                        | "Teaser One-Sheet" (LA/Lindeman Associates)                                                       | Nominado  | [ 266 ]         |
| Women's Image Network Awards              | 14 de octubre de 2021   | Mejor actriz de largometraje                               | Scarlett Johansson                                                                                | Nominada  | [ 267 ]         |
| Women's Image Network Awards              | 14 de octubre de 2021   | Largometraje destacado                                     | Black Widow                                                                                       | Ganadora  | [ 267 ]         |
| Hollywood Music in Media Awards           | 17 de noviembre de 2021 | Partitura - Película de ciencia ficción/fantasía           | Lorne Balfe                                                                                       | Nominada  | [ 268 ]         |
| Hollywood Professional Association Awards | 18 de noviembre de 2021 | Mejores efectos visuales - Largometraje teatral            | David Hodgins, Hanzhi Tang, Ryan Duhaime, James Reid y Edmond Smith III (Digital Domain)          | Ganadores | [ 269 ]         |
| Hollywood Professional Association Awards | 18 de noviembre de 2021 | Mejores efectos visuales - Largometraje teatral            | Sean Walker, Marvyn Young, Karl Rapley, Lily Lawrence y Timothy Walker (Weta Digital)             | Nominados | [ 269 ]         |
| People's Choice Awards                    | 7 de diciembre de 2021  | Película de 2021                                           | Black Widow                                                                                       | Ganadora  | [ 270 ]         |
| People's Choice Awards                    | 7 de diciembre de 2021  | Película de acción de 2021                                 | Black Widow                                                                                       | Nominada  | [ 270 ]         |
| People's Choice Awards                    | 7 de diciembre de 2021  | Estrella de cine femenina de 2021                          | Scarlett Johansson                                                                                | Ganadora  | [ 270 ]         |
| People's Choice Awards                    | 7 de diciembre de 2021  | Estrella de cine femenina de 2021                          | Florence Pugh                                                                                     | Nominada  | [ 270 ]         |
| People's Choice Awards                    | 7 de diciembre de 2021  | Estrella de cine de acción de 2021                         | Scarlett Johansson                                                                                | Nominada  | [ 270 ]         |
| People's Choice Awards                    | 7 de diciembre de 2021  | Estrella de cine de acción de 2021                         | Florence Pugh                                                                                     | Nominada  | [ 270 ]         |
| St. Louis Film Critics Association        | 19 de diciembre de 2021 | Best Action Film                                           | Black Widow                                                                                       | Nominada  | [ 271 ]         |
| St. Louis Film Critics Association        | 19 de diciembre de 2021 | Mejores Efectos Visuales                                   | Black Widow                                                                                       | Nominada  | [ 271 ]         |
| San Diego Film Critics Society            | 10 de enero de 2022     | Mejor interpretación cómica                                | David Harbour                                                                                     | 2.º lugar | [ 272 ]         |
| Georgia Film Critics Association          | 14 de enero de 2022     | Premio Oglethorpe a la excelencia en el cine de Georgia    | Cate Shortland, Eric Pearson                                                                      | Nominados | [ 273 ]         |
| Houston Film Critics Society              | 19 de enero de 2022     | Mejor coordinación de dobles                               | Black Widow                                                                                       | Nominada  | [ 274 ]         |
| Screen Actors Guild Awards                | 27 de febrero de 2022   | Mejor Actuación de un conjunto de dobles en una película   | Black Widow                                                                                       | Nominados | [ 275 ]         |
| Hollywood Critics Association Film Awards | 28 de febrero de 2022   | Mejores acrobacias                                         | Black Widow                                                                                       | Nominada  | [ 276 ]         |
| Visual Effects Society                    | 8 de marzo de 2022      | Mejor modelo en un proyecto fotorrealista o animado        | "The Red Room" – Tristan John Connors, Bo Kwon, James Stuart, Ryan Duhaime                        | Nominados | [ 277 ]         |
| Visual Effects Society                    | 8 de marzo de 2022      | Composición e iluminación excepcionales en un largometraje | "Red Room Crashing Back to Earth" – Michael Melchiorre, Simon Twine, Daniel Harkness, Tim Crowson | Nominados | [ 277 ]         |
| Critics' Choice Super Awards              | 17 de marzo de 2022     | Mejor película de superhéroes                              | Black Widow                                                                                       | Nominada  | [ 278 ] [ 279 ] |
| Critics' Choice Super Awards              | 17 de marzo de 2022     | Mejor actriz en una película de superhéroes                | Florence Pugh                                                                                     | Ganadora  | [ 278 ] [ 279 ] |
| Critics' Choice Super Awards              | 17 de marzo de 2022     | Mejor actriz en una película de superhéroes                | Scarlett Johansson                                                                                | Nominada  | [ 278 ] [ 279 ] |
| Nickelodeon Kids' Choice Awards           | 9 de abril de 2022      | Actriz de cine favorita                                    | Scarlett Johansson                                                                                | Nominada  | [ 280 ]         |
| MTV Movie & TV Awards                     | 5 de junio de 2022      | Mejor héroe                                                | Scarlett Johansson                                                                                | Ganadora  | [ 281 ]         |
| MTV Movie & TV Awards                     | 5 de junio de 2022      | Mejor pelea                                                | Viuda Negra vs. Viudas                                                                            | Nominada  | [ 281 ]         |

## Especial documental
En febrero de 2021, se anunció la serie documental Marvel Studios: Assembled. Cada especial va detrás de escena de la realización de las películas y series de televisión de UCM con miembros del elenco y creativos adicionales. Un especial para esta película, The Making of Black Widow con Johansson, se estrenó en Disney+, el 20 de octubre de 2021.

## Futuro
Pugh repitió su papel de Belova en la serie de Disney+, Hawkeye, continuando la trama que se establece en la escena posterior a los créditos de la película. En junio de 2021, Shortland expresó interés en dirigir otra película en el MCU y señaló que una posible secuela de Black Widow probablemente giraría en torno a un personaje diferente después de la muerte de Romanoff. Weisz dijo que estaría interesada en una historia futura en la que Vostokoff asumiera su personaje de cómic de Iron Maiden. En marzo de 2023, Jeff Sneider de Above the Line informó que la película en desarrollo del UCM, Thunderbolts (2025) estaba siendo reescrita después de su guion inicial del escritor de Black Widow, Eric Pearsonse que se había centrado demasiado en los personajes de Black Widow que se confirmó que regresarían para esa película: Belova de Pugh, Shostakov de Harbour y Taskmaster de Kurylenko, así como De Fontaine de Louis-Dreyfus.